# Unreal Championship
Unreal Championship — компьютерная игра в жанре шутера от первого лица, разработанная Epic Games и Digital Extremes, изданная Infogrames. Выпущена в 2002 году для Xbox. Является частью серии Unreal. Представляет собой порт Unreal Tournament 2003 на Xbox, доработанный с целью внедрения функций Xbox Live. Игра отличилась тем, что стала первой консольной игрой, получившей загружаемый патч.
В 2005 году вышло прямое продолжение — Unreal Championship 2: The Liandri Conflict.

## Игровой процесс
- Бой насмерть
- Командный бой насмерть
- Захват флага
- Двойное доминирование
- Выживание — дуэль 1 на 1, но с большим количеством игроков: после проигрыша игрок становится в очередь, наблюдая за игрой, а выигравший игрок остаётся на арене, пока не умрёт. Финальным победителем становится игрок совершивший заранее настроенное количество убийств.
- Бомбардировка — футбол в стиле Unreal, в котором для получения очков необходимо загнать мяч во вражеские ворота. Игрок с бомбардировочной пушкой восстанавливает здоровье при движении, что даёт ему немного дополнительного времени для того, чтобы добраться до вражеских ворот. Когда игрок добрался до ворот, он может войти в них, что даст 7 очков команде игрока. В случае если игрок выстрелит бомбой в ворота, команда получит 3 очка.

## Оценки
| Сводный рейтинг    | Сводный рейтинг |
| Агрегатор          | Оценка          |
| ------------------ | --------------- |
| GameRankings       | 83,04 %         |
| Metacritic         | 83/100          |
| Иноязычные издания |                 |
| Издание            | Оценка          |
| GameRevolution     | B+              |
| GameSpot           | 8,5/10          |
| GameSpy            | [ 7 ]           |
| IGN                | 9,2/10          |

Игра получила «в основном положительные» отзывы, согласно сайту-агрегатору Metacritic. Она была номинирована на ежегодные премии сайта GameSpot под названиями «Лучшая онлайн игра» и «Лучший шутер» среди игр на Xbox, обе премии ушли игре MechAssault.

## Комментарии
1. ↑  Игра была выпущена под брендом Atari.